# Usenet客户端
Usenet客户端或新闻阅读器是一个用来阅读Usenet上帖子的电脑程序，它直接或通过网络新闻传输协议从新闻组服务器的磁盘中读取帖子。像是一些在类Unix或Microsoft Windows上的自由软件如：BNR2，Mozilla Thunderbird以及Pan都是这类程序。其他的新闻阅读器包括：
- Microsoft Windows平台：Forté Agent，Microplanet Gravity，和Xnews；Windows上的商业产品包括Newsbin和Outlook Express（Windows Mail）.
- 类Unix平台：Gnus，Sylpheed，Knode，tin，rn（以及它的后继版本rrn，trn和strn）, slrn，nn，和xrn。
- 麦金塔系统可以使用Unix客户端，加上NewsWatcher和OSXNews；共享软件和商业产品包括Unison, Hogwasher, MacSOUP和Microsoft Entourage.

优秀的新闻阅读器会被加上Good Net-Keeping标记认证（GNKSA）.